# Mr. Music
Mr. Music – amerykański film z 1950 roku w reżyserii Richarda Haydna, wydany przez Paramount Pictures.

## Obsada
- Bing Crosby jako Paul Merrick
- Nancy Olson jako Katherine Holbrook
- Charles Cabum jako Alex Conway
- Groucho Marx jako on sam
- Ruth Hussey jako Lorna Marvis
- Robert Stack jako Jefferson Blake
- Tom Ewell jako Haggerty
- Ida Moore jako ciocia Amy
- Charles Kemper jako pan Danforth
- Donald Woods jako Tippy Carpenter
- Irving Bacon jako Benson
- Richard Haydn jako Jerome Thisbee
- Norma Zimmer jako piosenkarka
- Dave Barbour jako gitarzysta
- Marge Champion jako ona sama
- Gower Champion jako on sam
- Dorothy Kirsten jako ona sama
- Peggy Lee jako ona sama
- The Merry Macs jako oni sami